# 솔레노이드

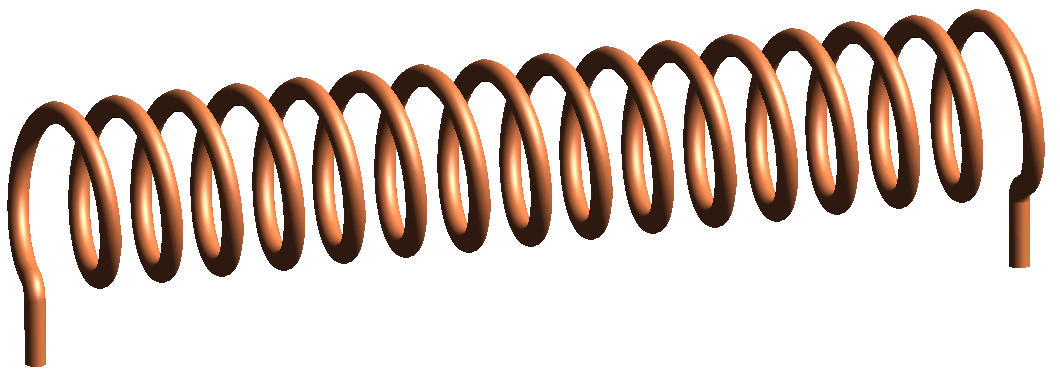
솔레노이드

솔레노이드(영어: solenoid, 프랑스어: solénoïde)는 도선을 촘촘하게 원통형으로 말아 만든 기구이다. 솔레노이드는 솔레노이드에 전기를 흘려 자기장을 만들 수 있어 전자석으로 주로 이용된다. 솔레노이드는 유도자(인덕터)의 종류 중 하나로서, 교류를 이용하는 전자회로에 아주 유용하게 쓰인다. 솔레노이드 단독으로도 자기장을 만들지만 자성이 센 강자성체를 넣으면 자화가 일어나면서 자기장이 더 강해지는 효과가 일어난다.

## 원리
솔레노이드라는 단어는 그리스어 '관(σωλήνας,solínas)'에서 유래한 말이다. 솔레노이드에 흐르는 전류의 양을 조절함으로써 전자석으로 사용할 수 있다. 솔레노이드는 전기에너지를 자기에너지로 변환하므로 에너지변환장치라고도 할 수 있다. 내부자기장의 크기는 전류의 크기에 비례하고 단위 길이당 감은 수에 비례한다. 도선에 전류가 흐르면 그 주변에 시계반대방향으로 자기장이 형성되는데(앙페르의 오른나사 법칙) 이 때 이 도선을 감아 솔레노이드를 만들 경우 도선이 일직선일 때 생성되었던 자기장들이 같은방향으로 정렬되면서 솔레노이드의 자기장이 벡터합으로 구해진다.

## 유래

### 길버트의 전기와 자기
전기와 자기에 대한 연구를 본격적으로 시작한 사람은 영국의 윌리엄 길버트이다. 길버트가 1600년에 출판한 자석에 대하여라는 책은 근대 전기 자기학의 출발점이 되었는데, 그는 이 책에서 처음으로 기존에 진행되었던 자석에 대한 실험 결과들을 집대성하여 전기와 자석의 성질을 종합적으로 정리했다. 또한 그는 전기와 자기가 서로 다른 현상이라고 주장하였는데, 이는 후에 외르스테드 전류의 자기작용을 발견하고, 패러데이가 전자기 유도법칙을 발견하여 전기와 자기가 통합되기 전까지 전기학과 자기학이라는 독립된 연구 분야가 만들어지는 결과를 가져왔다.

### 외르스테드의 실험
1820년 4월 21일, 덴마크의 과학자 한스 크리스티안 외르스테드는 강의 시범용 장치를 설치하다가 놀라운 발견을 했다. 그는 대학원생들에게 전류가 백금전선에서 열을 어떻게 발생시키는지를 보여주고 있었다. 그때 그는 우연히 실험을 보여주던 책상 위에 나침반을 올려두었다. 나침반의 바늘은 처음에는 지구의 자기장을 따라 남-북으로 정렬되어 있었다. 그런데 외르스테드가 전선에 전류를 흐르게 하자마자 나침반의 바늘이 갑자기 백금전선과 수직인 방향으로 돌아갔다. 그리고 전류를 끊자 곧바로 바늘은 원래 위치로 돌아갔다. 당시 외르스테드는 이 현상에 몹시 당황했고 몇 달 동안 이 실험을 하지 않았다.
3개월 후 외르스테드는 전류가 나침반의 자석에 힘을 가하는지에 대하여 알아보기 위해 실험을 다시 시작했다. 또한 그는 전선과 전류에 변화를 줄 때마다 나침반의 바늘에 어떠한 일이 일어나는지 관찰했다.
몇 달 동안 연구한 뒤 외르스테드는 전류가 흐르는 전선이 자기적 성질을 보이고, 그 자기력은 기존에 아이작 뉴턴이 제시했던 힘과는 전혀 다른 종류라는 결론을 내렸다. 그리고 그는 과학계에 자신의 전자기 발견을 담은 소책자를 출판했다. 이 책은 전기와 자기는 개별적이라고 생각하던 당시의 많은 사람들에게 신선한 충격을 주었다. 또한 전자기라는 개념을 통해 앙드레 마리 앙페르와 마이클 패러데이와 같은 사람들이 이에 대한 위대한 업적을 세울 수 있었다.

### 전자기의 탐구
1820년 9월 프랑스 과학 아카데미 주최로 파리에서 열린 논문 발표에서 앙드레 마리 앙페르는 외르스테드가 전기와 자기에 대한 논문을 발표하는 것을 듣고 흥미를 느꼈다. 앙페르는 곧 외르스테드의 실험을 직접 해보았고, 정확히 1주일 뒤에 독창적인 이론과 실험을 통해 전기와 자기와의 관계를 정확히 규명한 논문을 발표하였다. 그는 이 논문에서 오늘날 앙페르의 오른손 법칙이라고 불리는 전류의 방향과 나침반 바늘의 방향과의 관계를 밝혀냈고, 전류의 세기와 전선으로부터의 거리에 따른 전자기장의 세기에 관한 방정식을 고안하기도 하였다.

### 전동기와 원통 코일의 발명
외르스테드의 발견 후 1년이 채 안되어서 영국의 화학자이자 물리학자인 마이클 패러데이는 전자기력을 이용하여 전선을 계속 회전시킬 수 있는 방법을 찾아냈다. 그리고 그 과정에서 간단한 형태의 전동기를 만들어내었다. 또한 앙페르는 자기가 자석이나 쇠막대기 없이 단지 전기의 힘만으로도 발생한다는 사실을 발견해, 전선을 원통 형태로 감고 전류를 흘려주면 주변에 자기장이 형성되어 원통 코일이 자석과 같은 역할을 할 수 있다는 것을 알아내었다. 이 원통 코일이 바로 솔레노이드이다.

### 패러데이의 발견
1819년, 외르스테드의 발견을 통하여 패러데이는 전류에 의해서 자기장이 만들어진다면, 반대로 자기장으로 전류를 만들 수 있을 것이라고 생각했다. 12년이 지난 1831년 8월 29일, 패러데이는 오늘날의 변압기와 유사한 장치를 고안해내었다. 그리고 이 장치를 활용해 10월 17일 전자기 유도 현상을 발견해내었다. 그의 발표로 전자기의 상호 작용은 완벽하게 증명되었다.
자석을 원통 코일 근처에서 움직이게 되면 코일 주위에 자기장의 변화가 생기게 되는데 이것이 기전력을 발생시킴으로써 코일에 전류가 흐르게 된다. 자석의 이동이 빠를수록 전류가 더 강하고, 이동이 없을 때 전류가 흐르지 않음을 발견하였다. 또한 전선이 코일로 감겨 있어 전선이 자기장에 더 많이 노출될수록 효과는 더 컸다.
패러데이의 전자기 유도법칙은 전기를 만들어내는 새로운 방법을 제시하였다. 그때까지는 마찰 전기와 전지를 이용하여 전기를 생산해내었는데, 이 발견으로 전류를 자석을 이용하여 효과적이고 지속적으로 만들어낼 수 있게 되었다.

## 물리학적 특성

### 솔레노이드 주변의 자기장의 세기
솔레노이드에 전류를 흘리면 그 주변에 자기장이 유도된다. 그 기본적인 이유는 솔레노이드를 이루고 있는 도선들에 의해 유도된 자기장 벡터들의 벡터합으로 생각할 수 있다. 솔레노이드의 길이가 무한하다고 가정한다면 앙페르의 법칙으로 쉽게 안과 밖에 유도되는 자기장의 세기를 구할 수 있다. 솔레노이드 내부의 자기장의 방향은 전류가 흐르는 방향으로 오른손의 엄지손가락을 제외한 나머지 손가락으로 감았을 때에 엄지손가락이 향하는 방향이다
.

#### 솔레노이드 밖의 자기장
자기력선의 가장 큰 특징 중 하나는 전기력선과 달리 고리 형태를 이루어야 한다는 것이다. 공간에 놓인 점전하는 서로 갈라지는 전기장선을 만들지만 하나의 자기쌍극자는 고리형태의 자기장선을 만든다. 무한히 긴 솔레노이드에 적용시킨다면 솔레노이드는 바깥의 공간에 자기장을 형성시킬 수 없다. 실험적으로 보자면 긴 솔레노이드 밖의 자기장은 솔레노이드의 길이가 길어질수록 0에 수렴한다.

#### 솔레노이드 안의 자기장

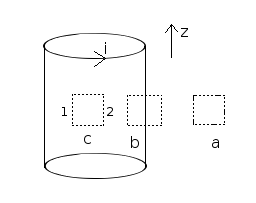
솔레노이드에서 잡은 3개의 앙페르 고리

솔레노이드에서 앙페르의 법칙을 쓰면 한 단면적에서 어느 점에서나 자기장이 일정하다는 것을 보일 수 있다. 무한한 도선에선 솔레노이드 어느 부분의 중심을 잡아도 자기장이 일정하므로 솔레노이드 모든 점에서 자기장이 균일하다.
옆의 그림에서 b의 앙페르 고리에서 앙페르의 법칙을 사용하면 직사각형의 윗변과 아랫변에서는 자기장의 방향과 적분 방향이 수직하므로 적분값이 0이고 오른쪽 변에서는 자기장이 0이므로 적분값이 0이다. 결과적으로 직사각형의 왼쪽 변의 길이를 {\displaystyle l}라고 하면 앙페르의 법칙에 의해
{\displaystyle \int B\,dl=\mu _{0}inl}
이다. 단, {\displaystyle n}는 단위 길이당 감겨 있는 도선의 수이다.
솔레노이드 내부에서 자기장의 세기는 일정하므로 
{\displaystyle \int B\,dl=Bl=\mu _{0}inl}
이고 따라서
{\displaystyle B=\mu _{0}in}
이다.

### 솔레노이드의 유도용량
솔레노이드는 유도자의 종류 중 하나로 유도용량(인덕턴스)을 가지며 그 값은 다음과 같다.
{\displaystyle L=\mu _{0}n^{2}lA}
단, {\displaystyle \mu _{0}}은 진공에서의 투자율, n은 단위 길이당 감긴 도선의 수, l은 솔레노이드의 길이, A는 솔레노이드의 단면적이다.
유도용량, {\displaystyle L}는 유도자에 전류 {\displaystyle i}를 흘렸을 때 생기는 자기 플럭스, {\displaystyle \Phi _{B}} 에 따라 코일이 N번 감겼을 때 {\displaystyle L={\frac {N\Phi _{0}}{i}}}로 정의된다.

#### 교류 회로에서의 솔레노이드의 역할
솔레노이드의 가장 큰 특성은 변하는 전류를 억제하려는 역기전력을 생산한다는 것이다. 이러한 특성은 곧 일정한 직류전원에 연결된 솔레노이드는 별다른 특성을 가지지 않는다는 것이다. 사인파 형태로 진동하는 기전력을 가진 교류전원에 연결되었을 때에는 마치 저항처럼 솔레노이드에서 전압강하가 일어난다. 즉, 솔레노이드를 포함한 유도자는 전류의 변화를 방해하도록 작용한다.
솔레노이드를 포함한 유도자는 변하는 전류에 대해 다음과 같은 역기전력을 만들어낸다.
{\displaystyle \epsilon =-L{\frac {di}{dt}}\ }
여기서 -부호는 발생된 역기전력이 기존의 전류변화와 반대방향으로 작용됨을 의미한다. 예를 들어 전류가 감소하고 있는 경우, {\displaystyle di}는 음수가 되고 역기전력은 양수가 되어 전류가 흐르던 방향으로 기전력을 만든다.

#### 솔레노이드가 포함된 간단한 회로
솔레노이드가 포함된 간단한 회로로써 교류전원에 연결되어있는 솔레노이드를 생각해 볼 수 있다.
{\displaystyle \epsilon =\epsilon _{m}\sin(\omega t)}로 진동하는 교류전원에 L의 유도용량을 가진 솔레노이드가 연결되었을 경우,
솔레노이드 양 끝단의 전압차는 {\displaystyle v_{L}=V_{L}\sin(\omega t)}로 나타내어지며,
솔레노이드가 유도자이므로 {\displaystyle v_{L}=L{\frac {di}{dt}}}가 성립한다. 따라서,
{\displaystyle {\frac {di}{dt}}={\frac {V_{L}}{L}}\sin(\omega t)}
이다.
{\displaystyle i}를 구하기 위해 적분하면 {\displaystyle i=\int \,di={\frac {V_{L}}{L}}\int \sin(\omega t)\,dt=-\left({\frac {V_{L}}{\omega L}}\right)\cos(\omega t)} 이고
리액턴스를 {\displaystyle X_{L}=\omega L}로 정의하면 옴의 법칙에서 나타난 {\displaystyle V=IR} 관계와 같이 리액턴스를 유도자의 저항으로 생각할 수 있다.

### 솔레노이드의 에너지 밀도
솔레노이드 안의 자기장은 에너지를 갖고 있다. 솔레노이드에 전류가 흐름으로써 발생된 모든 에너지는 솔레노이드 외부의 자기장이 0이기 때문에 솔레노이드 안에 존재하게 된다. 내부에 자기장이 균일하기 때문에 공간의 에너지 분포도 균일하다. 따라서 솔레노이드 안의 모든 공간은 동일한 에너지 밀도를 갖게 된다.
단면적 A인 무한한 길이의 솔레노이드 중 길이 {\displaystyle l}인 부분을 살펴보면
L의 유도용량을 가진 유도자에 전류 {\displaystyle i}가 흐름으로 인해 만들어진 자기장 에너지 {\displaystyle U_{B}}는 {\displaystyle {\frac {1}{2}}Li^{2}} 이므로
자기장의 에너지 밀도 {\displaystyle u_{B}}는 {\displaystyle u_{B}={\frac {Li^{2}}{2Al}}={\frac {L}{l}}{\frac {i^{2}}{2A}}}이다.
단, 여기서 L은 길이 {\displaystyle l}인 부분의 유도용량이다.
솔레노이드는
{\displaystyle L={\frac {\mu _{0}n^{2}A}{l}}}가 성립하므로,
{\displaystyle u_{B}={\frac {B^{2}}{2\mu _{0}}}}
가 성립한다. 단, B는 솔레노이드 내부의 자기장을 나타낸다.

## 이용
원통형으로 감은 코일에 전류를 흘리면 자기장이 형성되며, 그 속에 철심을 넣으면 더 강한 자기장을 얻는다. 솔레노이드는 제조과정이 간단하고 경제성이 있어 일상 생활용품, 사무용품, 자동차부품 등 다양한 분야에 쓰인다.

### 솔레노이드 밸브
솔레노이드에 전류가 흘러 자기장이 형성되면 근처의 철제 물체에 인력을 작용하는 성질을 이용하여 관의 개폐를 전기적 신호로 제어할 수 있는 밸브를 만들 수 있다. 압축공기의 유압을 제어하여 자동으로 문을 열고 닫는 버스의 개폐문이나 정수기에서 쓰이는 자동 냉, 온수 잠금장치 등이 이러한 솔레노이드 밸브를 사용하고 있다. 또한 버튼을 눌렀다 놓을 때 흐르는 전류를 이용해 철제 종을 쳐서 소리를 내는 현관문의 알림벨도 이러한 솔레노이드의 특성을 이용한다.

### 전자석
전자석이란 전류가 흐르면 자기화되고, 전류를 끊으면 자기화되지 않은 원래의 상태로 되돌아가는 자석을 말한다. 전류의 공급과 상관없이 항상 자기를 유지하는 영구자석과 구분된다. 도선에 전류가 흐르면 도선 주위에 동심원 모양의 자기장이 형성된다. 이러한 원리를 이용하여 영구자석으로는 얻을 수 없는 매우 강력한 자기장을 얻을 수 있다. 원통 모양의 철심에 코일을 감아서 만든 솔레노이드가 가장 간단한 형태의 전자석이다. 전자석의 철심은 어느 정도 자기화가 진행되면 전류를 더 높여도 더 이상 자기화가 진행되지 않는다. 이를 자기포화상태라고 한다.
전자석은 전류를 인위적으로 조정하여 비교적 쉽게 자기장의 세기를 바꿀 수 있다. 그래서 통신기의 계전기부터 1t(톤) 이상의 무거운 재료를 끌어올리는 전자기식 기중기까지 널리 이용된다.

솔레노이드에 형성되는 자기장

왼쪽이 그림에서 둥그렇게 보이는 것은 도선의 단면이고 화살표가 표기된 선들은 자기력선을 나타낸 것이다.

### 변압기
변압기는 유도성 전기 전도체를 통해 전기 에너지를 한 회로에서 다른 회로로 전달하는 장치를 말한다. 1차 회로의 전류의 변화는 자기장의 변화를 만들어 낸다. 또, 이 자기장의 변화는 2차 회로에서 전압의 변화를 유도한다. 2차 회로에 부하를 더함으로써 변압기에서 전류를 만들어 한 회로의 에너지를 다른 회로로 전달할 수 있다. 이러한 변압기는 전류의 변화가 있을 때에만 작동하므로 주로 교류 전원의 전압을 바꿀 때에 사용된다.
이상적인 변압기에선 2차 회로에서 유도되는 전압({\displaystyle V_{s}})은 1차 회로에서의 전압 ({\displaystyle V_{p}})에 비례하고, 그 비율은 2차 회로에서 도선을 감은 횟수({\displaystyle N_{s}})와 1차 회로에서 도선을 감은 횟수({\displaystyle N_{p}})의 비율과 같다.
{\displaystyle {\frac {V_{s}}{V_{p}}}={\frac {N_{s}}{N_{p}}}}

## 같이 보기
- 헬름홀츠 코일
- 유도자

## 참고 문헌
- 청소년을 위한 서양과학사 /손영운 지음/ 두리미디어/ 142~162
- 100가지 과학의 대발견 /켄들 헤븐 글/박미용 옮김/ Gbrain / 140~143
- 청소년이 꼭 알아야 할 과학문명의 역사2 / 히라타 유타카 지음/이면우 옮김/ 서해문집/ 127
- 이것만은 알고 죽자 Q&A 과학사 / 곽영직 지음 / 살림 / 140~141, 161~163
- 사이언티스트 100 / 존 시몬스 지음/ 여을환 옮김/ 세종서적 / 77~85